# بندر بکر
بندر بکر (به انگلیسی: Bekker Port) یک بندر در کوپلی، تالین، استونی است. این بندر که در سال ۱۹۱۳ تاسیس شده در خلیج کوپلی که بخشی از خلیج تالین است واقع شده.